# 김민석 (1998년)
김민석(1998년 8월 11일 ~ )은 대한민국의 축구선수이다.